# Ван Госвиллиген, Ян
Ян Корнелис ван Госвиллиген (нидерл. Jan Cornelis van Gooswilligen, 12 июля 1935, Барн, Нидерланды — 19 декабря 2008, де Вийк, Нидерланды) — нидерландский хоккеист (хоккей на траве), защитник.

## Биография
Ян ван Госвиллиген родился 12 июля 1935 года в нидерландском городе Барн.
Играл в хоккей на траве за «Стихтсе» из Билтховена. В 1959 году стал чемпионом Нидерландов.
В 1960 году вошёл в состав сборной Нидерландов по хоккею на траве на Олимпийских играх в Риме, занявшей 9-е место. Играл на позиции защитника, провёл 5 матчей, мячей не забивал.
В 1964 году вошёл в состав сборной Нидерландов по хоккею на траве на Олимпийских играх в Токио, поделившей 7-8-е места. Играл на позиции защитника, провёл 4 матча, забил 1 мяч в ворота сборной Гонконга.
В 1958—1964 годах провёл за сборную Нидерландов 58 матчей, в том числе 38 — в качестве капитана.
С ван Госвиллигеном связаны два скандала в сборной. В 1959 году он и трое других хоккеистов покинули сборную в знак протеста против работы селекционеров — это в итоге привело к замене специалистов. В 1964 году во время Олимпиады он был дисквалифицирован за брань во время матчей.
После завершения игровой карьеры стал врачом-урологом, вместе с женой основал консультационный центр спортивной медицины.
Занимался велоспортом, несколько раз выигрывал чемпионат Нидерландов среди врачей.
Умер 19 декабря 2008 года в нидерландской деревне де Вийк.